# USS De Soto County (LST-1171)
La USS De Soto County (codice alfanumerico LST-1171) è stata una LST appartenente alla United States Navy, con la quale servì nel corso della guerra del Vietnam. Nel 1972 fu ceduta alla Marina Militare italiana, ebbe il nuovo nome Grado con distintivo ottico L 9890 e fu usata soprattutto per addestramento per circa vent'anni.

## Progetto
La nave, concepita per il trasporto di veicoli corazzati, poteva trasportare 28 carri medi o veicoli pesanti, 575 uomini ed aveva sei cannoni da 76/50mm in 3 impianti binati del tipo MK 33. Lo sbarco avveniva attraverso un portellone a doppio battente posto a prua.

## Storia
La USS De Soto County fu costruita nei cantieri Avondale Shipyard nella Louisiana; fu impostata il 15 settembre 1956, varata il 28 febbraio 1957 ed entrò in servizio il 10 giugno 1958. Dopo aver prestato servizio con la United States Sixth Fleet nel Mediterraneo, dove si guadagnò una Meritorious Unit Commendation e nel 1969 durante la guerra del Vietnam, dove le venne conferita una battle star, il 17 novembre 1972 venne ceduta all'Italia. È intitolata alla città di Grado, ma porta anche il nome di un battaglione di fanteria di marina che prestò servizio aggregato alla III Armata sul fronte del Piave nella prima guerra mondiale.
La nave era inquadrata con la sua gemella Caorle nella IIIª Divisione Navale prestando servizio fino al 1988, in particolare per fornire supporto alle truppe da sbarco del battaglione San Marco. Fu definitivamente radiata nel 1992 e successivamente demolita.